# مارسل برنار
 مارسل برنار (انگلیسی: Marcel Bernard؛ زاده ۱۸ مهٔ ۱۹۱۴ درگذشته ۲۹ آوریل ۱۹۹۴) یک تنیس‌باز اهل فرانسه بود. 